# 輪舞 (1950年の映画)
『輪舞』（りんぶ、原題・フランス語: La Ronde）は、1950年に製作・公開されたフランスの映画である。

## 概要
19世紀末のウィーンを舞台としたアルトゥル・シュニッツラーの戯曲の映画化であり、マックス・オフュルスが監督、ダニエル・ダリュー、ジェラール・フィリップ、シモーヌ・シニョレなどが出演している。
1964年にロジェ・ヴァディム監督によって再映画化されている。

## キャスト
- 狂言回し：アントン・ウォルブルック
- レオカディ（娼婦）：シモーヌ・シニョレ
- フランツ（兵士）：セルジュ・レジアニ
- マリー（小間使い）：シモーヌ・シモン
- アルフレート：ダニエル・ジェラン
- エマ：ダニエル・ダリュー
- カール（エマの夫）：フェルナン・グラヴェ
- アンナ：オデット・ジョワイユ
- ロベルト（詩人）：ジャン＝ルイ・バロー
- シャルロッテ（女優）：イザ・ミランダ
- 伯爵：ジェラール・フィリップ

## スタッフ
- 監督：マックス・オフュルス
- 製作：ラルフ・バウム、サッシャ・ゴルディーヌ
- 脚色：マックス・オフュルス、ジャック・ナタンソン
- 音楽：オスカー・シュトラウス
- 撮影：クリスチャン・マトラ
- 編集：レオニード・アザール
- 美術/プロダクションデザイン：ジャン・ドーボンヌ
- 衣裳：ジョルジュ・アンネンコフ

## 映画賞受賞・ノミネーション
- 受賞
  - 英国アカデミー賞作品賞
- ノミネーション
  - アカデミー脚色賞：マックス・オフュルス、ジャック・ナタンソン
  - アカデミー美術賞（白黒）：ジャン・ドーボンヌ